# Кирпичний (Звениговський район)
Кирпи́чний (рос. Кирпичный, марій. Кирпичный) — селище у складі Звениговського району Марій Ел, Росія. Входить до складу Красногорського міського поселення.

## Населення
Населення — 92 особи (2010; 105 у 2002).
Національний склад (станом на 2002 рік):
- росіяни — 48 %